# Du blege barneskare fra Luthers gamle land
Du blege barneskare fra Luthers gamle land (Noors voor Dat lichte kinderkoor uit Luthers oude land) is een lied gecomponeerd door Hjalmar Borgstrøm. De tekst van het lied is afkomstig van Theodor Caspari. Die tekst is afgedrukt in de Aftenposten van 24 december 1920. Borgstrøm was toen ook muziekrecensent in dat blad. Het werk is als Julesang (Kerstlied) opgedragen aan het jongenskoor Thomanerchor (Tomanerkoret) uit Leipzig. Dat koor hield haar eerste buitenlandse concertreis in 1920 in Denemarken en Noorwegen.